# Каден, Улли
У́льрих «У́лли» Ка́ден (нем. Ulrich Ulli Kaden; 9 марта 1959, Мюнхен) — немецкий боксёр супертяжёлой весовой категории, выступал за сборную ГДР в 1980-е годы. Двукратный чемпион Европы, участник летних Олимпийских игр в Сеуле, победитель многих международных турниров и национальных первенств.

## Биография
Улли Каден родился 9 марта 1959 года в Мюнхене. Первого серьёзного успеха на ринге добился в 1978 году, когда занял второе место на юниорском чемпионате Европы в Дублине. Два года спустя дебютировал на взрослом первенстве ГДР и в супертяжёлом весе сразу же стал чемпионом, а ещё через год выиграл бронзовую медаль на взрослом чемпионате Европы в Тампере (на стадии полуфиналов не смог взять верх над итальянцем Франческо Дамиани). На европейском первенстве 1983 года в Варне вышел в финал, победив советского боксёра Александра Мирошниченко, однако в решающем матче вновь проиграл Дамиани и на сей раз вынужден был довольствоваться серебряной медалью. Также в этом сезоне поучаствовал в зачёте Кубка мира, на соревнованиях в Риме в полуфинальном матче проиграл тому же Дамиани.
Германская демократическая республика бойкотировала Олимпиаду 1984 года в Лос-Анджелесе, поэтому Каден там не выступал, а вместо этого побывал на соревнованиях стран социалистического лагеря «Дружба-84», выиграв бронзовую медаль прошедшего в Гаване турнира.
В 1986 году Каден ездил на чемпионат мира в американский город Рино, где проиграл уже во втором своём матче на турнире. В следующем году ему всё-таки удалось выиграть чемпионат Европы, в финале немец был лучше представителя СССР Александра Ягубкина. Благодаря череде удачных выступлений удостоился права защищать честь страны на летних Олимпийских играх 1988 года в Сеуле, планировал побороться здесь за медали, но в четвертьфинале был нокаутирован Ленноксом Льюисом, который в итоге и стал олимпийским чемпионом. В 1989 году состоялся последний крупный турнир для Кадена, чемпионат Европы в Афинах, где немец уверенно защитил свой титул.
Вскоре после этих соревнований Улли Каден принял решение завершить карьеру спортсмена, уступив место в сборной молодым немецким боксёрам. За свою карьеру он девять раз встречался на ринге с легендарным кубинцем Теофило Стивенсоном, при этом в трёх случаях смог победить его. Является восьмикратным чемпионом ГДР, удерживал лидерство в супертяжёлой весовой категории в период 1980—1988, побеждая на внутренних первенствах всех своих конкурентов.